# ایشلی
ایشلی (به لاتین: Ishly) یک منطقهٔ مسکونی در روسیه است که در باشقیرستان واقع شده‌است.